# Karabin Interdynamics MKS
MKS – skonstruowany w połowie lat 70. XX wieku w szwedzkiej firmie Interdynamics AB karabin szturmowy. Charakterystyczną cechą tej konstrukcji było wykorzystanie magazynka jako chwytu pistoletowego co pozwoliło skrócić broń, ale pogorszyło ergonomię. Powstały dwie wersje tej broni różniące się długością lufy (karabin i karabinek), żadna z nich nie była produkowana seryjnie.